# مقاطعة بانيفيزيس
مقاطعة بانيفيزيس. هي واحدة من عشر مقاطعات في ليتوانيا. تقع في شمال شرق البلاد؛ عاصمتها بانيفيزيس.

## توأمة
لمقاطعة بانيفيزيس اتفاقيات توأمة مع:
- مقاطعة لين-فيرو